# NGC 5571
NGC 5571 je četverostruka zvijezda odnosno sustav od četiriju zvijezda u zviježđu Volaru. Otkrio ju je Bigourdan ali ju je pogrješno identificirao kao "malu nakupinu blijedih zvijezda u maglovitosti", krivo smatravši to za zvjezdanu skupinu te ju tako katalogizirao.

## Vanjske poveznice
- (engl.) SEDS: NGC 5571
- (engl.) Hartmut Frommert: Revidirani Novi opći katalog
- (engl.) Izvangalaktička baza podataka NASA-e i IPAC-a
- (engl.) Astronomska baza podataka SIMBAD
- (engl.) VizieR
- DSS-ova slika NGC 5571  Arhivirana inačica izvorne stranice od 25. ožujka 2016. (Wayback Machine)
- (engl.) Auke Slotegraaf: NGC 5571 Deep Sky Observer's Companion
- (engl.) Courtney Seligman: Objekti Novog općeg kataloga: NGC 5550 - 5599